# Пель, Василий Васильевич
Василий Васильевич Пель (нем. Wilhelm Christoph Ehrenfried Poehl; 15 [27] декабря 1820, Санкт-Петербург — 17 [30] марта 1903, Санкт-Петербург>) — провизор, владелец одной из старейших и известнейших аптек Российской империи, потомственный почётный гражданин Санкт-Петербурга.

## Биография
Сын придворного сапожника родился в Санкт-Петербурге 15 (27) декабря 1820 года.
В 1829—1837 годах учился в Петришуле. Специальность провизора приобрёл на медицинском факультете Дерптского университета (1845—1847).
В 1850 году купил у предыдущего владельца Карла Самуэля Эккеля аптеку на 7-й линии Васильевского острова, которую оснастил таблетаторами и грануляторами, привезенными из Европы. Поставлял лекарственные средства для императорского двора с 1872 года. Стоял у истоков Русского общества торговли аптекарскими товарами, входил в его руководство. Могила на Волковском лютеранском кладбище.

## Входил в
- Санкт-Петербургский профессиональный союз (с 1843)
- Санкт-Петербургское общество аптекарей (1858—1863)
- Церковный совет лютеранской церкви (с 1852)

## Семья
Был женат с 10 мая 1849 года на Альбертине Елене, урождённой Фрейман (1829—29.12.1912). Их дети:
- Александр (1850—1908) — химик, фармацевт, педагог, издатель и редактор периодического издания «Журнал медицинской химии и фармации».
- Николай Август Фридрих Пель (1851—1922)
- Василий (Вильгельм; 1852—1910)
- Вольдемар Андреас Теодор (1853—1875)
- Роберт Эдуард (1855, Петербург — 1926, Ницца), — владелец фотоателье «Деньер».
- Эмилия (1861—1928), в замужестве Бремме
- Евгения Шарлотта Пель (1863—?)
- Оскар Оскар Фридрих Теодор (1866—1917) — технолог-химик химической лаборатории при аптеке Пеля[3], впоследствии владел аптекой «Фридландер», потомственный почётный гражданин.
- Максимилиан (Максим Александр), соучредитель «Товарищества бумагопроизводства», потомственный почётный гражданин.